# باول ماركس
باول ماركس (30 أغسطس 1967 في المملكة المتحدة - ) (بالإنجليزية: Paul Marks)‏ هو لاعب كريكت بريطاني. لعب مع Hampshire Cricket Board ‏.